# هان هاوغلاند (واثبة عالي)
هان هاوغلاند (بالنرويجية البوكمول: Hanne Haugland)‏ هي واثبة عالي نرويجية، ولدت في 14 ديسمبر 1967 في هاوغسوند في النرويج.

## وصلات خارجية
- هان هاوغلاند على موقع الاتحاد الدولي لألعاب القوى (الإنجليزية)
- هان هاوغلاند على موقع اللجنة الأولمبية الدولية (الإنجليزية)
- هان هاوغلاند على موقع أوليمبيديا (الإنجليزية)